# Niek Mooyman

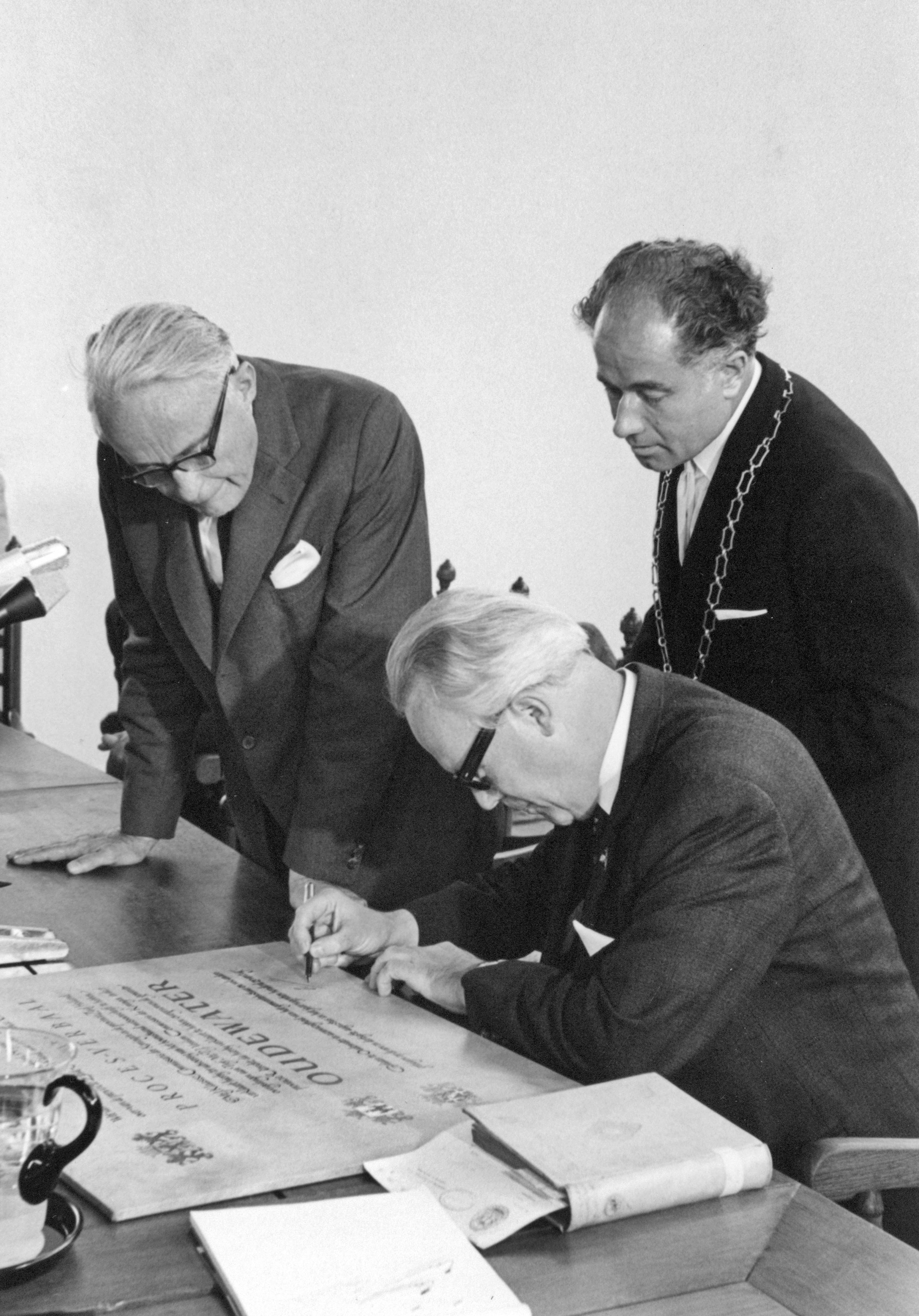
Burgemeester N.W.M. Mooyman (rechts) bij de overdracht van Oudewater naar de provincie Utrecht (1970)

Nicolaas Wilhelmus Marie (Niek) Mooyman (Stompwijk, 30 december 1916 – Amsterdam, 8 maart 1994) was een Nederlands politicus van de KVP.
Niek Mooyman
In april 1937 begon hij zijn ambtelijke carrière als volontair bij de gemeentesecretarie van zijn geboorteplaats Stompwijk. Twee jaar later ging hij werken bij de gemeente Voorschoten en begin 1943 maakte hij de overstap naar de gemeente Leidschendam. Na ook nog bij de gemeente Drunen gewerkt te hebben kwam hij in januari 1954 bij de gemeente Harenkarspel waar hij secretaris-ontvanger was. In december 1962 werd Mooyman de burgemeester van de Zeeuwse gemeente Ovezande. Aansluitend was hij van oktober 1968 tot zijn pensionering in januari 1982 de burgemeester van Oudewater. Begin 1994 overleed Mooyman op 77-jarige leeftijd.